# Константин и Елена (документален филм)
„Константин и Елена“ е румънски документален филм, разказващ за бита и нравите на възрастна двойка, успяла да съхрани любовта през всичките 53 години брак.
 Внимание:  Текстът по-долу разкрива сюжета на произведението (или части от него)!
Героите живеят в селце без асфалтирани улици в Молдова, някъде около Пятра Нямц, ежедневието им е еднообразно, на моменти мъчително. Старците шетат из къщата и двора трудно, гледат крава и няколко кокошки. По празниците ходят на църква, където се срещат с други хора от селото, пеят църковни песни, вярващи са и спазват православните ритуали.
Знаят, че смъртта ще дойде скоро и са се примирили с това. Техните деца, внуци, правнуци живеят далече, имат работа и рядко идват, но старците виждат в тях бъдещето. Най-голямата радост на бабата и дядото идва, когато пристига внучката им от Букурещ с новороденото си дете.